# Saint-Gervais (Aquitania)
Saint-Gervais è un comune francese di 1 552 abitanti situato nel dipartimento della Gironda nella regione della Nuova Aquitania.

## Società

### Evoluzione demografica
Abitanti censiti